# Stopplaats Oosthuizen
Station Oosthuizen (geografische afkorting Ohz) is een voormalige stopplaats aan de spoorlijn Zaandam - Enkhuizen. De stopplaats was geopend van 20 mei 1884 tot 15 mei 1938. Tegenwoordig wordt het pand gebruikt als fabriekspand. Na sluiting van het station werd het pand eerst verbouwd tot zuivelfabriek, daarna tot champignonkwekerij en heden wordt er smeerkaas gemaakt. Voor dit doel is het pand aan meerdere zijden uitgebreid.